# 费圣英
费圣英（1958年—），江苏丰县人，汉族，中华人民共和国政治人物、第十一届全国人民代表大会江苏地区代表。
毕业于河海大学管理工程专业，是中共党员。担任华东电网总经理。2008年起担任全国人大代表。